# Fanny i Alexander
Fanny i Alexander (títol original en suec Fanny och Alexander) és una pel·lícula sueca escrita i realitzada per Ingmar Bergman, estrenada el 1982, guanyadora de quatre Oscars. En principi va ser una pel·lícula feta per a la televisió dividida en quatre parts, amb un total de 312 minuts. La versió del cinema va ser de 188 minuts. Aquesta pel·lícula ha estat doblada al català.
Bergman va anunciar que aquesta pel·lícula seria l'última que faria. I, en efecte, des d'aleshores només va escriure guions, i realitzar algunes obres per a la televisió (sobretot Efter repetitionen i Sarabanda, la continuació de la famosa Scener ur ett äktenskap (Secrets d'un matrimoni).

## Argument
La història es desenvolupa a la Suècia de començament del segle xx. La pel·lícula descriu la vida d'una noia, Fanny, i del seu germà Alexander al si d'una família benestant, els Ekdahl. Els pares de Fanny i Alexander treballen en el teatre i són molt feliços fins a la mort sobtada del pare. Poc després d'aquest drama, la mare troba un pretendent, un bisbe, i accepta la seva proposició de matrimoni. Es trasllada a casa seva amb els nens; és un indret on regna una atmosfera severa i ascètica. Els nens són sotmesos a la seva autoritat estricta i despietada.
A més a més de temes com el cristianisme, el penediment i la submissió a l'autoritat, la pel·lícula parla de l'amor, de les ruptures, dels fantasmes, i dels fenòmens paranormals, així com el tema molt bergmanià de l'existencialisme. El pare dels nens està interpretant el fantasma del rei mort a Hamlet quan pateix una crisi cardíaca fatal. El personatge del bisbe, i el que li succeeix, fan pensar en la usurpació de Hamlet i en la revenja final del jove príncep.

## Repartiment
- Ewa Fröling - Emelie Ekdahl
- Bertil Guve - Alexandre Ekdahl
- Pernilla Allwin - Fanny Ekdahl
- Jan Malmsjö - Bisbe Edvard Vergérus
- Gunn Wållgren - Helena Ekdahl, l'àvia
- Allan Edwall - Oscar Ekdahl
- Jarl Kulle - Gustav Adolf Ekdahl
- Mona Malm - Alma Ekdahl
- Erland Josephson - Isak Jacobi
- Börje Ahlstedt - Carl Ekdahl
- Christina Schollin - Lydia Ekdahl
- Pernilla August - Maj
- Kerstin Tidelius - Henrietta Vergérus
- Harriet Andersson - Justina
- Marianne Aminoff - Blenda Vergérus
- Stina Ekbladh - Ismael Retzinsky
- Mats Bergman - Aron Retzinsky

## Premis i nominacions[calcitació]
Bergman va ser designat per l'oscar al millor director i al millor guió original, però no els va guanyar, posant fi a les seves oportunitats de rebre un Oscar per a una pel·lícula.

### Premis
- Oscar a la millor pel·lícula de parla no anglesa pel productor Jörn Donner[3]
- Oscar a la millor fotografia per Sven Nykvist[3]
- Oscar a la millor direcció artística per Anna Asp, Susanne Lingheim[3]
- Oscar al millor vestuari per Marik Vos-Lundh[3]
- 1984 BAFTA a la millor fotografia per Sven Nykvist
- 1984 César: Millor pel·lícula estrangera per Ingmar Bergman
- 1984 Globus d'Or a la millor pel·lícula estrangera

### Nominacions
- Oscar al millor director per Ingmar Bergman[3]
- Oscar al millor guió original per Ingmar Bergman
- Globus d'Or al millor director per Ingmar Bergman
- BAFTA al millor vestuari per Marik Vos-Lundh
- BAFTA: Millor pel·lícula estrangera per Jörn Donner, Ingmar Bergman